# The Domain (park i Australien)
The Domain är en park i Australien. Den ligger i delstaten New South Wales, i den sydöstra delen av landet, nära delstatshuvudstaden Sydney. The Domain ligger 34 meter över havet.
Trakten är tätbefolkad. Närmaste större samhälle är Sydney, nära The Domain. 
Runt The Domain är det i huvudsak tätbebyggt. Genomsnittlig årsnederbörd är 1 380 millimeter. Den regnigaste månaden är februari, med i genomsnitt 200 mm nederbörd, och den torraste är juli, med 36 mm nederbörd.